# Rogatus Kimaryo
Rogatus Kimaryo CSSp (ur. 30 października 1956 w Mkuu) – tanzański duchowny katolicki, biskup diecezjalny Same od 2010.

## Życiorys
Święcenia kapłańskie otrzymał 30 maja 1987 w zgromadzeniu duchaczy. Był m.in. wykładowcą seminariów w Tangaza i Segerea oraz wikariuszem sądowym. W 2009 został administratorem apostolskim diecezji Same.
30 kwietnia 2010 papież Benedykt XVI mianował go biskupem diecezjalnym Same. Sakry udzielił mu 13 czerwca 2010 metropolita Dar-es-Salaam - kardynał Polycarp Pengo.